# Wolfram Tichy
Wolfram Tichy (* 26. Januar 1946 in Regensburg; † 16. März 2013) war ein deutscher Filmkritiker, Buchautor und Filmproduzent.

## Leben
Tichy war Mitgründer des ersten Kommunalen Kinos in Frankfurt am Main. 1977 erschien seine deutsche Bearbeitung von Liz-Anne Bawdens The Oxford Companion to Film (deutscher Titel: Buchers Enzyklopädie des Films, Luzern / Frankfurt am Main 1977, Taschenbuchausgabe: rororo-Filmlexikon). Er schrieb zudem das Buch Charlie Chaplin: Mit Selbstzeugnissen und Bilddokumenten.
Im Jahr 2001 gewann er den silbernen Leoparden auf dem Locarno Film Festival für Love the Hard Way.

## Filmografie (Auswahl)

### Drehbuchautor
- Die Minikins – Im Land der Riesen (12 Folgen)

### Produzent
- 1993: Fluchtpunkt
- 1994: Eclipse – Begegnungen
- 1994: Nur über meine Leiche
- 1996: Hard Core Logo
- 1997: Obsession
- 1998: Der Strand von Trouville
- 1999: Better Than Chocolate
- 1999: The Five Senses
- 1999: Der Ball
- 1999: The Divine Ryans
- 2000: The Bookfair Murder
- 1996–2000: Lexx – The Dark Zone
- 2000: Jeder stirbt – The Unscarred
- 2000: Eisenstein
- 2000: Deeply
- 2001: Love the Hard Way
- 2001: Cartouche, prince des faubourgs
- 2001: MythQuest
- 2001: Kids World
- 2002: Where Eskimos Live
- 2002: Bowling for Columbine
- 2002: The Vector File
- 2006: Ozzie, der Koalabär

## Veröffentlichungen (Auswahl)
- 1974: Charlie Chaplin in Selbstzeugnissen und Bilddokumenten (Rowohlts Monographien, Band 219). Reinbek bei Hamburg, 10. Auflage 2008
- 1975: Buster Keaton (Reihe Hanser, Band 182; Reihe Film, Band 3). München/Wien
- 1977: Buchers Enzyklopädie des Films. München/Luzern
- 1979: Harold Lloyd. Luzern/Frankfurt am Main
- 1983: Buster Keaton. Mit Selbstzeugnissen und Bilddokumenten (Rowohlts Monographien, Band 318). Reinbek bei Hamburg